# Пегг, Джоанна
Джоа́нна Пегг (англ. Joanna Pegg) — шотландская кёрлингистка.
В составе команде Великобритании участница зимних Олимпийских игр 1998.
В 1990 её юниорская команда, где она играла на позиции второго, выиграла сначала юниорский чемпионат Шотландии, а затем чемпионат мира среди юниоров 1990. Это был первый случай, когда женская команда Шотландии (любой возрастной категории — взрослые или юниоры) стала чемпионом мира.
Играла на позиции второго.

## Достижения
- Чемпионат Европы по кёрлингу: серебро (1992).
- Чемпионат Шотландии по кёрлингу среди женщин: золото (1995).
- Чемпионат мира по кёрлингу среди юниоров: золото (1990, 1993).
- Чемпионат Шотландии по кёрлингу среди юниоров: золото (1990, 1993).
- «Команда всех звёзд» чемпионата мира среди юниоров (англ. All-Star Team, Women): 1990, 1993.

## Команды
| Сезон   | Четвёртый      | Третий        | Второй       | Первый        | Запасной                                                | Турниры                                          |
| ------- | -------------- | ------------- | ------------ | ------------- | ------------------------------------------------------- | ------------------------------------------------ |
| 1989—90 | Кирсти Эддисон | Карен Эддисон | Джоанна Пегг | Laura Scott   |                                                         | ЧЕ 1989 (6 место) · ЧШЮ 1990 · ЧМЮ 1990          |
| 1992—93 | Кирсти Хэй     | Хейзел Эрскин | Джоанна Пегг | Louise Wilkie |                                                         | ЧЕ 1992                                          |
| 1992—93 | Кирсти Хэй     | Джиллиан Барр | Джоанна Пегг | Louise Wilkie | Фиона Браун                                             | ЧШЮ 1993 · ЧМЮ 1993                              |
| 1994—95 | Кирсти Хэй     | Эдит Лаудон   | Джоанна Пегг | Кэти Лаудон   | Джеки Локхарт (ЧЕ), Клэр Милн (ЧМ) тренер: Питер Лаудон | ЧЕ 1994 (6 место) · ЧШЖ 1995 · ЧМ 1995 (7 место) |

(скипы выделены полужирным шрифтом)